# Лізогенія

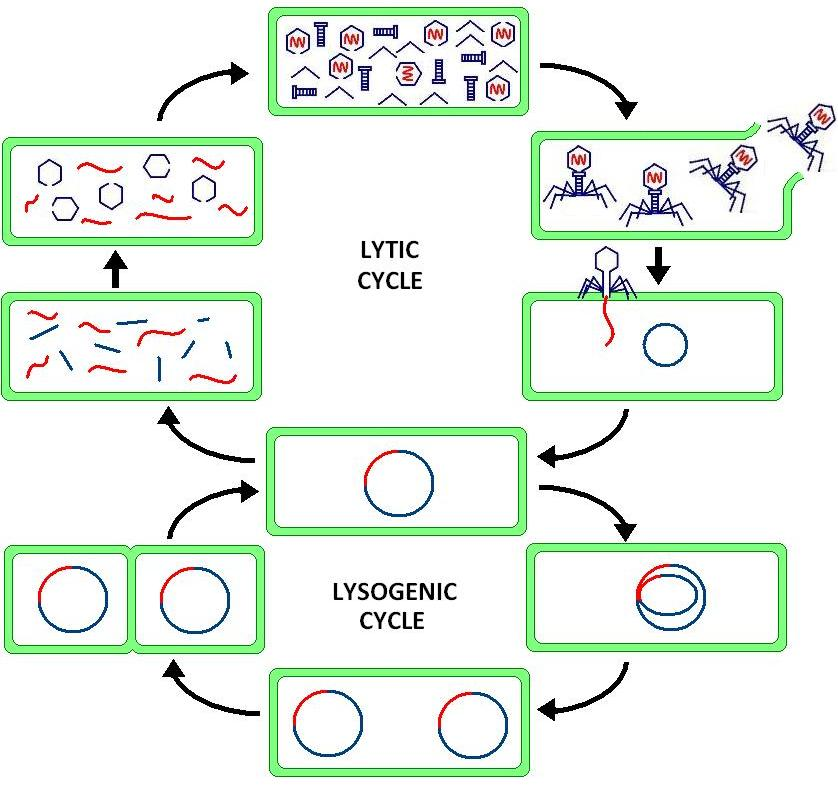
Лізогенний та літичний цикли

Лізогенія (грец. lýsis — розпад і geneia — походження) або лізогенний цикл — складна форма вірусної інфекції, під час якої від моменту зараження до лізису проходить певна кількість поколінь клітини.
Лізогенний цикл — один з двох методів вірусного копіювання (інший — літичний цикл). В той час як літичний цикл зустрічається як серед вірусів тварин, так і серед бактеріофагів, лізогенія є частішою серед останніх. Лізогенія характеризується вставкою нуклеїнової кислоти вірусу до хромосоми клітини-господаря таким чином, що існує потенціал передачі отриманого генетичного матеріалу дочірнім клітинам під час поділу клітини. У цьому стані інформація, що міститься у вірусній нуклеїновій кислоті, не експресується.

## Загальний опис
Існує два шляхи розвитку інфекції після зараження бактеріальної клітини помірним фагом:
- літичний цикл, який так само, як і при зараженні бактерії вірулентним фагом, закінчується лізисом клітини й виходом потомства фага в зовнішнє середовище;
- лізогенізація, коли в результаті біосинтетичних процесів у клітині виробляється імунітет до інфікуючого фагу, фагова ДНК вбудовується в ДНК бактерії та в подальшому реплікується разом з нею як складова частина (профаг[en]), а бактерія виживає і стає лізогенною.

Доля клітини вирішується на початковому етапі інфекції та залежить в основному від часу формування імунітету. Якщо стан імунітету настає раніше, ніж розвиток інфекції досягає стадії, котра незворотно веде до лізису, то може виникнути лізогенізація. В геномі бактерій можуть міститися одночасно профаги кількох різних фагів. В результаті лізогенізації може виникнути зміна деяких властивостей бактеріальної клітини (так звана лізогенна конверсія), зумовлена набуттям бактерією нової генетичної інформації. Штучно отримані лізогенні бактерії за своїми властивостями не відрізняються від таких, що були знайдені в природних умовах. У незначної частини потомства лізогенної клітини може відбутися «зцілення» — втрата профага. Клітини, що втратили профаг, дають початок нелізогенним лініям. Частота цього процесу може зростати під дією, наприклад, ультрафіолетових променів.

## Стадії лізогенного циклу
1. Вірусний геном потрапляє з вірусом до клітини-господаря.
2. ДНК об'єднується з геномом клітини. На відміну від літичного циклу, утворення вірусних частинок і лізис клітини не відбуваються.
3. ДНК-полімераза клітини реплікує вірус у хромосомі.
4. Клітина ділиться, а вірусні геноми передаються дочірнім клітинам. В кожному поколінні бактерій незначна частина клітин (шанс порядка 10−6) піддається лізису з вивільненням 70 — 150 часток помірних фагів.
5. У будь-який момент, коли вірус активується, вірусний геном від'єднується від ДНК клітини і переходить до літичного циклу. Зазвичай невідомо, що саме активує вірус, але найімовірнішими сигналами є концентрації гормонів та факторів росту в межах зараженої клітини. Частота переходу профага в інфекційний стан (індукція профага) може бути збільшеною рядом агентів (наприклад, ультрафіолетовим випромінюванням).

## Віруси, для котрих характерна лізогенія
- Нійбільш відомим прикладом лізогенії є λ-фаг.
- Герпесвіруси, які вступають у літичний цикл після інфікування людини, а потім у лізогенний цикл перед потраплянням до нервової системи, де перебувають у нервових волокнах як епісомні елементи. Після тривалого часу (від місяців до років) перебування у прихованій стадії герпесвіруси часто відновлюються до літичного циклу, протягом якого вони можуть спричинити ураження нервової системи.